# 老台乡
老台乡，是中华人民共和国新疆维吾尔自治区昌吉回族自治州吉木萨尔县下辖的一个乡镇级行政单位。

## 行政区划
老台乡下辖以下地区：
西地村、老湖村、二工河村、老台村和阿克托别村。